# دهنو (لامرد)
دهنو هي قریة تقع في ناحية تشاه ورز جنوب المقاطعة لامرد وفي جنوب غرب إيران. يبلغ عدد سكانها حسب إحصاء السكان في إيران عام 2006م 1,458 نسمة في 268 عائلة.